# 肖洛姆-阿萊漢姆撞擊坑
肖洛姆-阿萊漢姆撞擊坑（英語：Sholem Aleichem）是一個位於水星的撞擊坑，中心座標51°N, 56.5°W，直徑190公里，以猶太裔俄羅斯意第緒語作家肖洛姆-阿莱汉姆命名。信使號拍攝影像中可見該撞擊坑底有沉積物存在，並且坑內構造已經被線型山脊改變。